# Arneken-Galerie

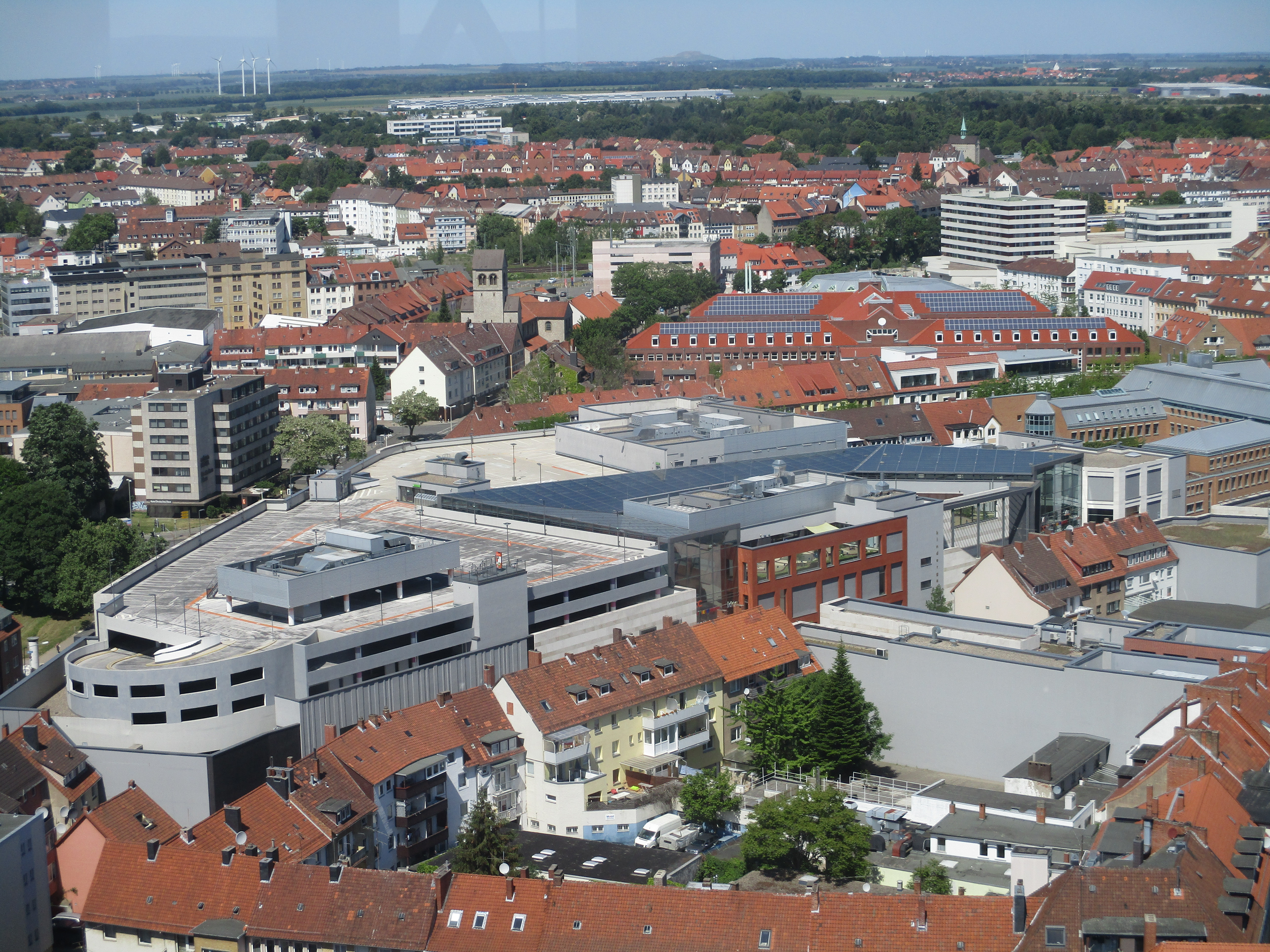
Die Arneken-Galerie vom Turm der Andreaskirche aus gesehen

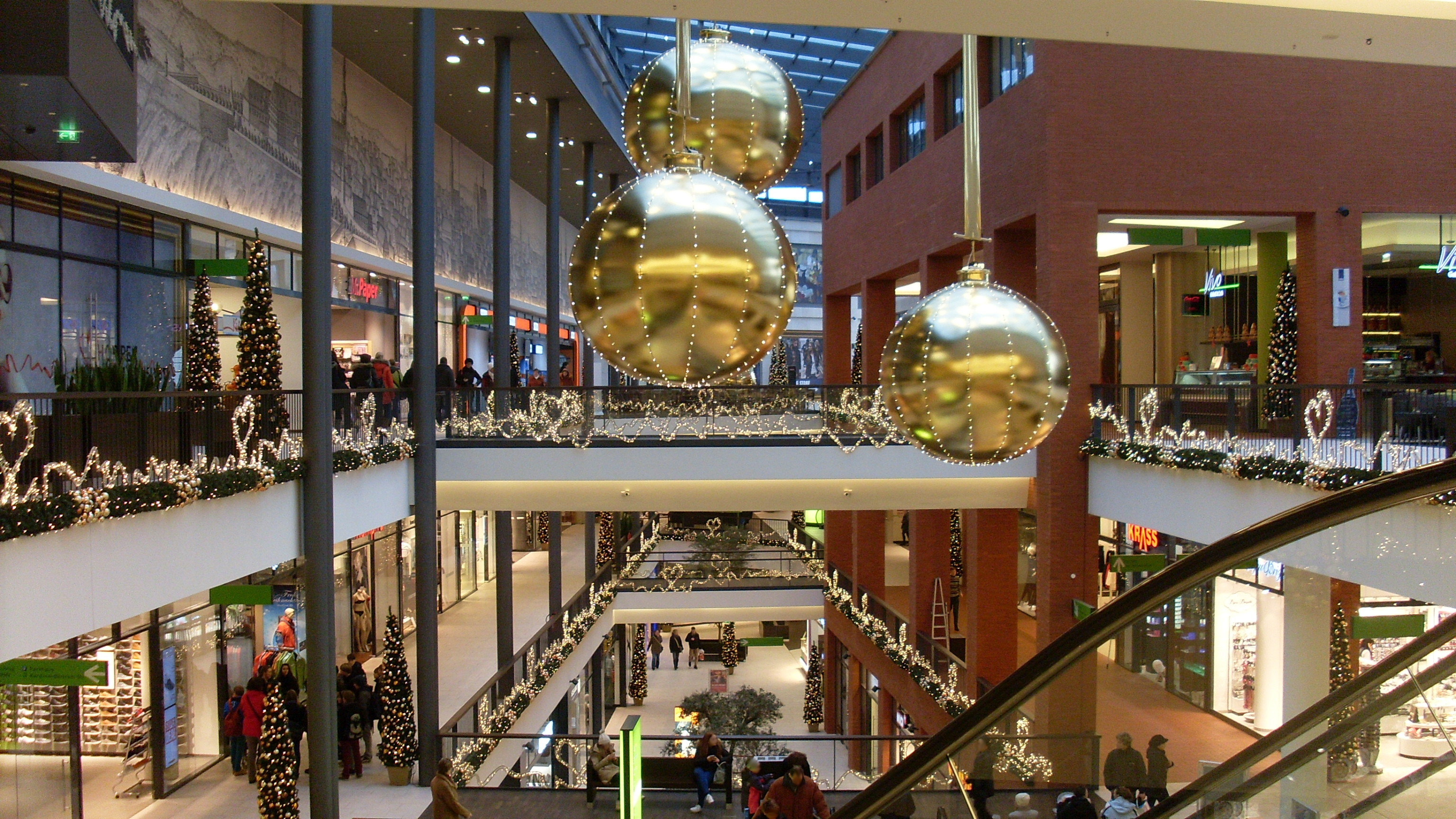
Die Arneken-Galerie in der Weihnachtszeit 2012

Die Arneken-Galerie ist ein Einkaufszentrum im Zentrum Hildesheims. Realisiert wurde das Projekt durch die Sparkasse Hildesheim und die Multi Development Germany GmbH. Baubeginn war 2009. Am 29. März 2012 wurde die Arneken-Galerie offiziell eröffnet.

## Beschreibung
In der nach dem Hildesheimer Altbürgermeister Henni Arneken benannten Arneken-Galerie mit geplanten 27.500 m² Verkaufsfläche auf drei Ebenen werden etwa 90 Einheiten für Einzelhandel, Gastronomie und Dienstleistungen realisiert. Als Besonderheit ist die Integration einer Kinderkrippe inklusive einer kostenlosen „Einkaufsbetreuung“ für Kinder vorgesehen.
Neben der Arneken-Galerie betreibt Multi Development unter anderem auch die Einkaufszentren Centrum-Galerie in Dresden, die Kamp-Promenade in Osnabrück oder das Forum Duisburg in Duisburg.